# Cotoca

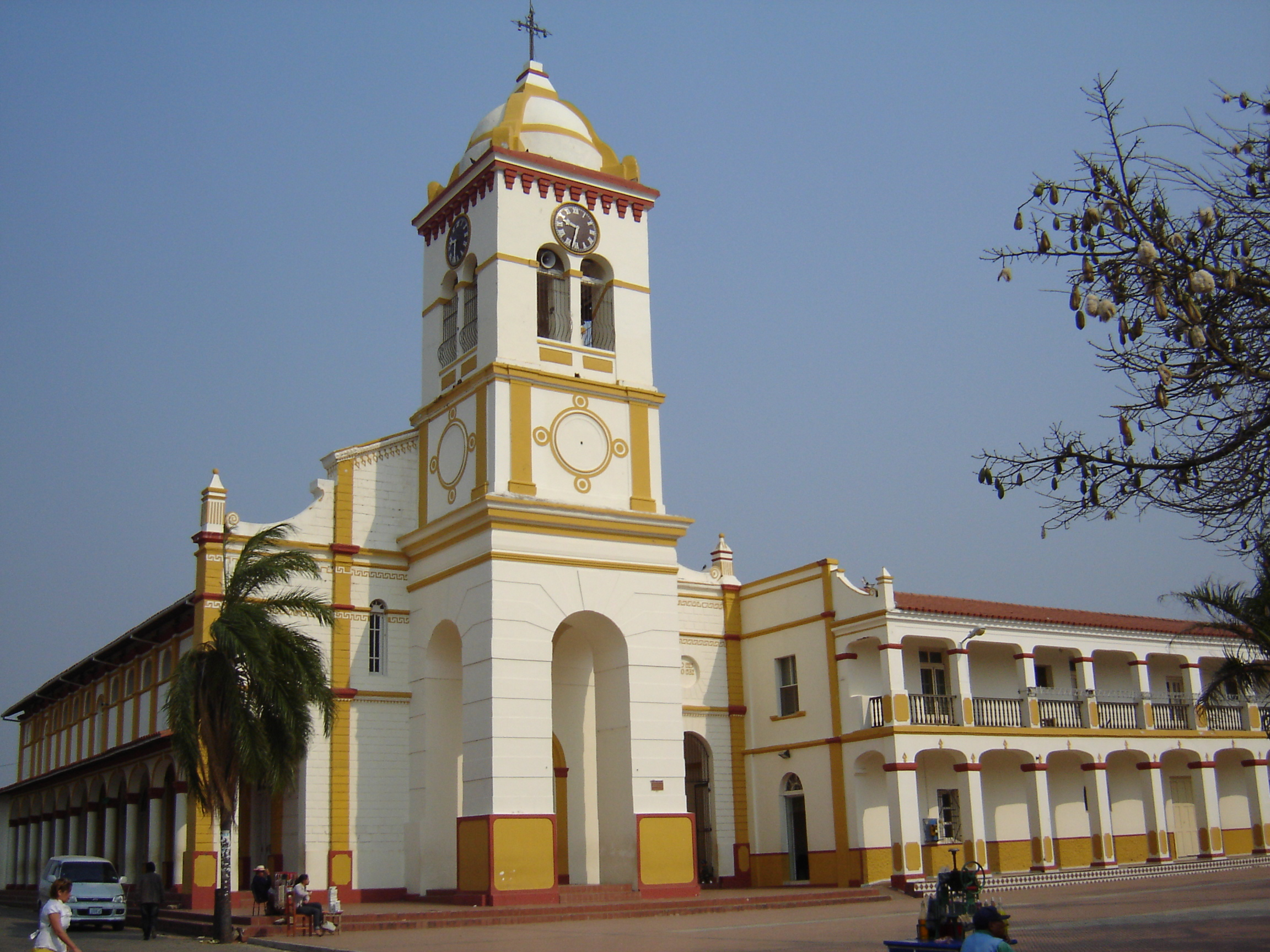
Cotoca

Cotoca är huvudstaden i den bolivianska provinsen Andrés Ibáñez  i departementet Santa Cruz.